# Sekeetamys calurus
Sekeetamys calurus és una espècie de mamífer rosegador de la família dels múrids. Viu a altituds d'entre 0 i 600 msnm a l'Aràbia Saudita, Egipte, Israel, Jordània i el Sudan. Es tracta d'un animal nocturn que s'alimenta de plantes i, possiblement, insectes. El seu hàbitat natural són les zones rocoses àrides de muntanya. És una espècie en risc mínim, és a dir, no sembla que hi hagi cap amenaça significativa per a la seva supervivència.